# Mikael Forssell
Mikael Kaj Forssell (Steinfurt, 15 marzo 1981) è un ex calciatore finlandese di ruolo attaccante.

## Carriera

### Club
Cresciuto nelle giovanili dell'HJK Helsinki, il 31 luglio 1998 è stato acquistato appena diciassettenne a titolo gratuito dal Chelsea. Il 23 febbraio 2000 lo girò in prestito al Crystal Palace. Totalizzò 13 presenze, l'8 maggio tornò al Stamford Bridge. Il 27 luglio torno sempre in prestito al Crystal Palace. Il 7 maggio 2001 tornò al Chelsea, disputò una discreta stagione. Il 30 gennaio 2003 passa in Germania viene girato in prestito per 500 000 euro al Borussia Mönchengladbach. Il 28 agosto torna in Premier League, viene prestato per 750 000 euro al Birmingham City. Il primo anno realizza 17 reti. Il 6 gennaio 2005 ritorna al Chelsea, dove vince il campionato. Il 10 giugno venne ceduto a titolo definitivo per 4,5 milioni di euro al Birmingham City. Il 14 maggio 2007 stava per passare all'Hannover 96 per 2 milioni di euro, ma i medici del club tedesco danno esito negativo al trasferimento. Finalmente il 30 maggio 2008 passa a titolo gratuito all'Hannover 96 in Bundesliga. Il 12 settembre 2011 ha firmato un contratto annuale con il Leeds, rimanendo svincolato a fine stagione. Il 31ottobre 2012 ritorna al suo vecchio club l'HJK Helsinki firmando un biennale. Vince il campionato. Il 29 agosto 2014 firma un contratto annuale con il Bochum. Il 5 marzo 2016 ritorna per la seconda volta all'HJK Helsinki firmando un contratto fino a fine stagione.. Nel 2017-2018 milita nell'HIFK, altra squadra del suo paese. Nel maggio 2018 annuncia il proprio ritiro dall'attività agonistica.

### Nazionale
Il suo debutto risale alla partita Finlandia-Moldavia del 9 giugno 1999; ha segnato per la prima volta nella partita Finlandia-Lussemburgo del 28 febbraio 2001. Segna una tripletta contro il San Marino nelle qualificazioni europee nell'incontro che si concluderà 8-0, e al ritorno segnerà l'unico gol della gara a Serravalle.

## Statistiche

### Presenze e reti nei club
Statistiche aggiornate all'11 aprile 2017.
| Stagione               | Squadra                | Campionato             | Campionato | Campionato | Coppe nazionali | Coppe nazionali | Coppe nazionali | Coppe continentali | Coppe continentali | Coppe continentali | Altre coppe | Altre coppe | Altre coppe | Totale | Totale |
| Stagione               | Squadra                | Comp                   | Pres       | Reti       | Comp            | Pres            | Reti            | Comp               | Pres               | Reti               | Comp        | Pres        | Reti        | Pres   | Reti   |
| ---------------------- | ---------------------- | ---------------------- | ---------- | ---------- | --------------- | --------------- | --------------- | ------------------ | ------------------ | ------------------ | ----------- | ----------- | ----------- | ------ | ------ |
| 1997                   | HJK                    | VL                     | 1          | 0          | -               | -               | -               | -                  | -                  | -                  | -           | -           | -           | 1      | 0      |
| 1998                   | HJK                    | VL                     | 16         | 1          | -               | -               | -               | UCL                | 3                  | 0                  | -           | -           | -           | 19     | 1      |
| 1998-1999              | Chelsea                | PL                     | 10         | 1          | FACup           | 3               | 2               | CdC                | -                  | -                  | SU          | -           | -           | 13     | 3      |
| 1999-feb. 2000         | Chelsea                | PL                     | -          | -          | CdL             | 1               | 0               | UCL                | 1                  | 0                  | -           | -           | -           | 2      | 0      |
| feb.-giu. 2000         | Crystal Palace         | FD                     | 13         | 3          | -               | -               | -               | -                  | -                  | -                  | -           | -           | -           | 13     | 3      |
| 2000-2001              | Crystal Palace         | FD                     | 39         | 13         | FACup+CdL       | 2+8             | 0+2             | -                  | -                  | -                  | -           | -           | -           | 49     | 15     |
| Totale Crystal Palace  | Totale Crystal Palace  | Totale Crystal Palace  | 52         | 16         |                 | 10              | 2               |                    | -                  | -                  |             | -           | -           | 62     | 18     |
| 2001-2002              | Chelsea                | PL                     | 22         | 4          | FACup+CdL       | 6+4             | 3+2             | CU                 | 3                  | 0                  | -           | -           | -           | 35     | 9      |
| 2002-gen. 2003         | Chelsea                | PL                     | -          | -          | FACup+CdL       | -               | -               | CU                 | -                  | -                  | -           | -           | -           | 0      | 0      |
| gen.-mag. 2003         | Borussia M'gladbach    | BL                     | 16         | 7          | -               | -               | -               | -                  | -                  | -                  | -           | -           | -           | 16     | 7      |
| ago. 2003              | Chelsea                | -                      | -          | -          | -               | -               | -               | UCL                | 1                  | 0                  | -           | -           | -           | 1      | 0      |
| 2003-2004              | Birmingham City        | PL                     | 32         | 17         | FACup+CdL       | 4+1             | 2+0             | -                  | -                  | -                  | -           | -           | -           | 37     | 19     |
| 2004-gen. 2005         | Birmingham City        | PL                     | 4          | 0          | CdL             | -               | -               | -                  | -                  | -                  | -           | -           | -           | 4      | 0      |
| gen.-giu. 2005         | Chelsea                | PL                     | 1          | 0          | FACup+CdL       | -               | -               | UCL                | 1                  | 0                  | -           | -           | -           | 2      | 0      |
| Totale Chelsea         | Totale Chelsea         | Totale Chelsea         | 33         | 5          |                 | 14              | 7               |                    | 6                  | 0                  |             | -           | -           | 53     | 12     |
| 2005-2006              | Birmingham City        | PL                     | 27         | 3          | FACup+CdL       | 5+3             | 3+2             | -                  | -                  | -                  | -           | -           | -           | 35     | 8      |
| 2006-2007              | Birmingham City        | FLC                    | 8          | 1          | FACup+CdL       | 0+2             | 0+0             | -                  | -                  | -                  | -           | -           | -           | 10     | 1      |
| 2007-2008              | Birmingham City        | PL                     | 30         | 9          | FACup+CdL       | 1+1             | 0+0             | -                  |                    | -                  | -           | -           | -           | 32     | 9      |
| Totale Birmingham City | Totale Birmingham City | Totale Birmingham City | 101        | 30         |                 | 17              | 7               |                    | -                  | -                  |             | -           | -           | 118    | 37     |
| 2008-2009              | Hannover 96            | BL                     | 30         | 7          | CG              | 1               | 0               | -                  | -                  | -                  | -           | -           | -           | 31     | 7      |
| 2009-2010              | Hannover 96            | BL                     | 2          | 0          | CG              | 1               | 0               | -                  | -                  | -                  | -           | -           | -           | 3      | 0      |
| 2010-2011              | Hannover 96            | BL                     | 12         | 0          | CG              | 1               | 0               | -                  | -                  | -                  | -           | -           | -           | 13     | 0      |
| Totale Hannover 96     | Totale Hannover 96     | Totale Hannover 96     | 44         | 7          |                 | 3               | 0               |                    | -                  | -                  |             | -           | -           | 47     | 7      |
| 2011-2012              | Leeds Utd              | FLC                    | 15         | 0          | FACup+CdL       | 1+1             | 0+0             | -                  | -                  | -                  | -           | -           | -           | 17     | 0      |
| 2013                   | HJK                    | VL                     | 27         | 14         | CF+CdL          | 2+5             | 0+3             | UCL                | 2                  | 0                  | -           | -           | -           | 36     | 17     |
| 2014                   | HJK                    | VL                     | 15         | 7          | CF+CdL          | 1+5             | 0+4             | UCL+UEL            | -                  | -                  | -           | -           | -           | 21     | 11     |
| 2014-2015              | Bochum                 | 2L                     | 16         | 3          | CG              | 1               | 0               | -                  | -                  | -                  | -           | -           | -           | 17     | 3      |
| 2016                   | HJK                    | VL                     | 19         | 3          | CF              | 4               | 2               | UEL                | 1                  | 0                  | -           | -           | -           | 24     | 5      |
| Totale HJK             | Totale HJK             | Totale HJK             | 78         | 25         |                 | 17              | 9               |                    | 6                  | 0                  |             | -           | -           | 101    | 34     |
| 2017                   | HIFK                   | VL                     | 14         | 5          | CF              | 0               | 0               | -                  | -                  | -                  | -           | -           | -           | 14     | 5      |
| Totale carriera        | Totale carriera        | Totale carriera        | 355        | 93         |                 | 64              | 25              |                    | 12                 | 0                  |             | 0           | 0           | 431    | 118    |

### Cronologia presenze e reti in Nazionale
| Cronologia completa delle presenze e delle reti in nazionale ― Finlandia | Cronologia completa delle presenze e delle reti in nazionale ― Finlandia | Cronologia completa delle presenze e delle reti in nazionale ― Finlandia | Cronologia completa delle presenze e delle reti in nazionale ― Finlandia | Cronologia completa delle presenze e delle reti in nazionale ― Finlandia | Cronologia completa delle presenze e delle reti in nazionale ― Finlandia | Cronologia completa delle presenze e delle reti in nazionale ― Finlandia | Cronologia completa delle presenze e delle reti in nazionale ― Finlandia |
| Data                                                                     | Città                                                                    | In casa                                                                  | Risultato                                                                | Ospiti                                                                   | Competizione                                                             | Reti                                                                     | Note                                                                     |
| ------------------------------------------------------------------------ | ------------------------------------------------------------------------ | ------------------------------------------------------------------------ | ------------------------------------------------------------------------ | ------------------------------------------------------------------------ | ------------------------------------------------------------------------ | ------------------------------------------------------------------------ | ------------------------------------------------------------------------ |
| 9-6-1999                                                                 | Chișinău                                                                 | Moldavia                                                                 | 0 – 0                                                                    | Finlandia                                                                | Qual. Euro 2000                                                          | -                                                                        | 61’                                                                      |
| 29-3-2000                                                                | Cardiff                                                                  | Galles                                                                   | 1 – 2                                                                    | Finlandia                                                                | Amichevole                                                               | -                                                                        | 46’                                                                      |
| 26-4-2000                                                                | Helsinki                                                                 | Finlandia                                                                | 0 – 0                                                                    | Polonia                                                                  | Amichevole                                                               | -                                                                        | 58’                                                                      |
| 16-8-2000                                                                | Helsinki                                                                 | Finlandia                                                                | 3 – 1                                                                    | Norvegia                                                                 | Amichevole                                                               | -                                                                        | 81’                                                                      |
| 2-9-2000                                                                 | Helsinki                                                                 | Finlandia                                                                | 2 – 1                                                                    | Albania                                                                  | Qual. Mondiali 2002                                                      | -                                                                        | 78’                                                                      |
| 7-10-2000                                                                | Atene                                                                    | Grecia                                                                   | 1 – 0                                                                    | Finlandia                                                                | Qual. Mondiali 2002                                                      | -                                                                        | 46’                                                                      |
| 11-10-2000                                                               | Helsinki                                                                 | Finlandia                                                                | 0 – 0                                                                    | Inghilterra                                                              | Qual. Mondiali 2002                                                      | -                                                                        | 76’                                                                      |
| 15-11-2000                                                               | Dublino                                                                  | Irlanda                                                                  | 3 – 0                                                                    | Finlandia                                                                | Amichevole                                                               | -                                                                        | 46’                                                                      |
| 28-2-2001                                                                | Lussemburgo                                                              | Lussemburgo                                                              | 0 – 1                                                                    | Finlandia                                                                | Amichevole                                                               | 1                                                                        |                                                                          |
| 24-3-2001                                                                | Londra                                                                   | Inghilterra                                                              | 2 – 1                                                                    | Finlandia                                                                | Qual. Mondiali 2002                                                      | -                                                                        | 63’                                                                      |
| 25-4-2001                                                                | Budapest                                                                 | Ungheria                                                                 | 0 – 0                                                                    | Finlandia                                                                | Amichevole                                                               | -                                                                        | 74’                                                                      |
| 9-5-2001                                                                 | Kuressaare                                                               | Estonia                                                                  | 1 – 1                                                                    | Finlandia                                                                | Amichevole                                                               | -                                                                        | 83’                                                                      |
| 2-6-2001                                                                 | Helsinki                                                                 | Finlandia                                                                | 2 – 2                                                                    | Germania                                                                 | Qual. Mondiali 2002                                                      | 2                                                                        |                                                                          |
| 15-8-2001                                                                | Helsinki                                                                 | Finlandia                                                                | 4 – 1                                                                    | Belgio                                                                   | Amichevole                                                               | 1                                                                        | 81’                                                                      |
| 1-9-2001                                                                 | Tirana                                                                   | Albania                                                                  | 0 – 2                                                                    | Finlandia                                                                | Qual. Mondiali 2002                                                      | -                                                                        | 67’                                                                      |
| 5-9-2001                                                                 | Helsinki                                                                 | Finlandia                                                                | 5 – 1                                                                    | Grecia                                                                   | Qual. Mondiali 2002                                                      | 2                                                                        | 81’                                                                      |
| 6-10-2001                                                                | Gelsenkirchen                                                            | Germania                                                                 | 0 – 0                                                                    | Finlandia                                                                | Qual. Mondiali 2002                                                      | -                                                                        |                                                                          |
| 20-3-2002                                                                | Cartagena                                                                | Corea del Sud                                                            | 2 – 0                                                                    | Finlandia                                                                | Amichevole                                                               | -                                                                        |                                                                          |
| 27-3-2002                                                                | Porto                                                                    | Portogallo                                                               | 1 – 4                                                                    | Finlandia                                                                | Amichevole                                                               | 1                                                                        | 68’                                                                      |
| 12-2-2003                                                                | Belfast                                                                  | Irlanda del Nord                                                         | 0 – 1                                                                    | Finlandia                                                                | Amichevole                                                               | -                                                                        | 46’                                                                      |
| 29-3-2003                                                                | Palermo                                                                  | Italia                                                                   | 2 – 0                                                                    | Finlandia                                                                | Qual. Euro 2004                                                          | -                                                                        |                                                                          |
| 30-4-2003                                                                | Vantaa                                                                   | Finlandia                                                                | 3 – 0                                                                    | Islanda                                                                  | Amichevole                                                               | 1                                                                        | 85’                                                                      |
| 7-6-2003                                                                 | Helsinki                                                                 | Finlandia                                                                | 3 – 0                                                                    | Serbia e Montenegro                                                      | Qual. Euro 2004                                                          | 1                                                                        | 79’                                                                      |
| 11-6-2003                                                                | Helsinki                                                                 | Finlandia                                                                | 0 – 2                                                                    | Italia                                                                   | Qual. Euro 2004                                                          | -                                                                        |                                                                          |
| 20-8-2003                                                                | Copenaghen                                                               | Danimarca                                                                | 1 – 1                                                                    | Finlandia                                                                | Amichevole                                                               | -                                                                        |                                                                          |
| 6-9-2003                                                                 | Baku                                                                     | Azerbaigian                                                              | 1 – 2                                                                    | Finlandia                                                                | Qual. Euro 2004                                                          | -                                                                        |                                                                          |
| 10-9-2003                                                                | Cardiff                                                                  | Galles                                                                   | 1 – 1                                                                    | Finlandia                                                                | Qual. Euro 2004                                                          | 1                                                                        |                                                                          |
| 11-10-2003                                                               | Tampere                                                                  | Finlandia                                                                | 3 – 2                                                                    | Canada                                                                   | Amichevole                                                               | 1                                                                        |                                                                          |
| 28-5-2004                                                                | Tampere                                                                  | Finlandia                                                                | 1 – 3                                                                    | Svezia                                                                   | Amichevole                                                               | -                                                                        |                                                                          |
| 4-9-2004                                                                 | Tampere                                                                  | Finlandia                                                                | 3 – 0                                                                    | Andorra                                                                  | Qual. Mondiali 2006                                                      | -                                                                        |                                                                          |
| 8-9-2004                                                                 | Erevan                                                                   | Armenia                                                                  | 0 – 2                                                                    | Finlandia                                                                | Qual. Mondiali 2006                                                      | 1                                                                        |                                                                          |
| 2-6-2005                                                                 | Helsinki                                                                 | Finlandia                                                                | 0 – 1                                                                    | Danimarca                                                                | Amichevole                                                               | -                                                                        | 79’                                                                      |
| 8-6-2005                                                                 | Helsinki                                                                 | Finlandia                                                                | 0 – 4                                                                    | Paesi Bassi                                                              | Qual. Mondiali 2006                                                      | -                                                                        | 74’                                                                      |
| 17-8-2005                                                                | Skopje                                                                   | Macedonia                                                                | 0 – 3                                                                    | Finlandia                                                                | Qual. Mondiali 2006                                                      | -                                                                        | 61’                                                                      |
| 3-9-2005                                                                 | Andorra la Vella                                                         | Andorra                                                                  | 0 – 0                                                                    | Finlandia                                                                | Qual. Mondiali 2006                                                      | -                                                                        | 73’                                                                      |
| 7-9-2005                                                                 | Tampere                                                                  | Finlandia                                                                | 5 – 1                                                                    | Macedonia                                                                | Qual. Mondiali 2006                                                      | 3                                                                        |                                                                          |
| 8-10-2005                                                                | Helsinki                                                                 | Finlandia                                                                | 0 – 1                                                                    | Romania                                                                  | Qual. Mondiali 2006                                                      | -                                                                        | 73’                                                                      |
| 12-10-2005                                                               | Helsinki                                                                 | Finlandia                                                                | 0 – 3                                                                    | Rep. Ceca                                                                | Qual. Mondiali 2006                                                      | -                                                                        | 63’                                                                      |
| 1-3-2006                                                                 | Minsk                                                                    | Bielorussia                                                              | 2 – 2                                                                    | Finlandia                                                                | Amichevole                                                               | 1                                                                        |                                                                          |
| 25-5-2006                                                                | Göteborg                                                                 | Svezia                                                                   | 0 – 0                                                                    | Finlandia                                                                | Amichevole                                                               | -                                                                        | 77’                                                                      |
| 16-8-2006                                                                | Helsinki                                                                 | Finlandia                                                                | 1 – 2                                                                    | Irlanda del Nord                                                         | Amichevole                                                               | -                                                                        | 57’                                                                      |
| 2-9-2006                                                                 | Bydgoszcz                                                                | Polonia                                                                  | 1 – 3                                                                    | Finlandia                                                                | Qual. Euro 2008                                                          | -                                                                        | 87’                                                                      |
| 7-10-2006                                                                | Erevan                                                                   | Armenia                                                                  | 0 – 0                                                                    | Finlandia                                                                | Qual. Euro 2008                                                          | -                                                                        | 66’                                                                      |
| 11-10-2006                                                               | Almaty                                                                   | Kazakistan                                                               | 0 – 2                                                                    | Finlandia                                                                | Qual. Euro 2008                                                          | -                                                                        | 72’                                                                      |
| 28-3-2007                                                                | Baku                                                                     | Azerbaigian                                                              | 1 – 0                                                                    | Finlandia                                                                | Qual. Euro 2008                                                          | -                                                                        | 86’                                                                      |
| 2-6-2007                                                                 | Helsinki                                                                 | Finlandia                                                                | 0 – 2                                                                    | Serbia                                                                   | Qual. Euro 2008                                                          | -                                                                        | 62’                                                                      |
| 6-6-2007                                                                 | Helsinki                                                                 | Finlandia                                                                | 2 – 0                                                                    | Belgio                                                                   | Qual. Euro 2008                                                          | -                                                                        | 89’                                                                      |
| 8-9-2007                                                                 | Belgrado                                                                 | Serbia                                                                   | 0 – 0                                                                    | Finlandia                                                                | Qual. Euro 2008                                                          | -                                                                        | 74’                                                                      |
| 12-9-2007                                                                | Helsinki                                                                 | Finlandia                                                                | 0 – 0                                                                    | Polonia                                                                  | Qual. Euro 2008                                                          | -                                                                        | 72’                                                                      |
| 17-11-2007                                                               | Helsinki                                                                 | Finlandia                                                                | 2 – 1                                                                    | Azerbaigian                                                              | Qual. Euro 2008                                                          | 1                                                                        |                                                                          |
| 21-11-2007                                                               | Porto                                                                    | Portogallo                                                               | 0 – 0                                                                    | Finlandia                                                                | Qual. Euro 2008                                                          | -                                                                        | 62’                                                                      |
| 6-2-2008                                                                 | Atene                                                                    | Grecia                                                                   | 2 – 1                                                                    | Finlandia                                                                | Amichevole                                                               | -                                                                        |                                                                          |
| 26-3-2008                                                                | Sofia                                                                    | Bulgaria                                                                 | 2 – 1                                                                    | Finlandia                                                                | Amichevole                                                               | -                                                                        | 61’                                                                      |
| 29-5-2008                                                                | Ankara                                                                   | Turchia                                                                  | 2 – 0                                                                    | Finlandia                                                                | Amichevole                                                               | -                                                                        | 78’                                                                      |
| 2-6-2008                                                                 | Helsinki                                                                 | Finlandia                                                                | 1 – 1                                                                    | Bielorussia                                                              | Amichevole                                                               | -                                                                        | 81’                                                                      |
| 20-8-2008                                                                | Helsinki                                                                 | Finlandia                                                                | 2 – 0                                                                    | Israele                                                                  | Amichevole                                                               | -                                                                        | 78’                                                                      |
| 10-9-2008                                                                | Helsinki                                                                 | Finlandia                                                                | 3 – 3                                                                    | Germania                                                                 | Qual. Mondiali 2010                                                      | -                                                                        | 41’                                                                      |
| 11-10-2008                                                               | Helsinki                                                                 | Finlandia                                                                | 1 – 0                                                                    | Azerbaigian                                                              | Qual. Mondiali 2010                                                      | 1                                                                        |                                                                          |
| 15-10-2008                                                               | Mosca                                                                    | Russia                                                                   | 3 – 0                                                                    | Finlandia                                                                | Qual. Mondiali 2010                                                      | -                                                                        |                                                                          |
| 11-2-2009                                                                | Lisbona                                                                  | Portogallo                                                               | 1 – 0                                                                    | Finlandia                                                                | Amichevole                                                               | -                                                                        | 46’                                                                      |
| 28-3-2009                                                                | Cardiff                                                                  | Galles                                                                   | 0 – 2                                                                    | Finlandia                                                                | Qual. Mondiali 2010                                                      | -                                                                        | 89’                                                                      |
| 1-4-2009                                                                 | Oslo                                                                     | Norvegia                                                                 | 3 – 2                                                                    | Finlandia                                                                | Amichevole                                                               | -                                                                        | 77’                                                                      |
| 6-6-2009                                                                 | Helsinki                                                                 | Finlandia                                                                | 2 – 1                                                                    | Liechtenstein                                                            | Qual. Mondiali 2010                                                      | 1                                                                        |                                                                          |
| 10-6-2009                                                                | Helsinki                                                                 | Finlandia                                                                | 0 – 3                                                                    | Russia                                                                   | Qual. Mondiali 2010                                                      | -                                                                        |                                                                          |
| 12-8-2009                                                                | Stoccolma                                                                | Svezia                                                                   | 1 – 0                                                                    | Finlandia                                                                | Amichevole                                                               | -                                                                        | 77’                                                                      |
| 21-5-2010                                                                | Tallinn                                                                  | Estonia                                                                  | 2 – 0                                                                    | Finlandia                                                                | Amichevole                                                               | -                                                                        | 81’                                                                      |
| 29-5-2010                                                                | Cracovia                                                                 | Polonia                                                                  | 0 – 0                                                                    | Finlandia                                                                | Amichevole                                                               | -                                                                        | 66’                                                                      |
| 11-8-2010                                                                | Helsinki                                                                 | Finlandia                                                                | 1 – 0                                                                    | Belgio                                                                   | Amichevole                                                               | -                                                                        | 80’                                                                      |
| 3-9-2010                                                                 | Chișinău                                                                 | Moldavia                                                                 | 2 – 0                                                                    | Finlandia                                                                | Qual. Euro 2012                                                          | -                                                                        | 81’                                                                      |
| 7-9-2010                                                                 | Rotterdam                                                                | Paesi Bassi                                                              | 2 – 1                                                                    | Finlandia                                                                | Qual. Euro 2012                                                          | 1                                                                        | 81’                                                                      |
| 12-10-2010                                                               | Helsinki                                                                 | Finlandia                                                                | 1 – 2                                                                    | Ungheria                                                                 | Qual. Euro 2012                                                          | 1                                                                        |                                                                          |
| 17-11-2010                                                               | Helsinki                                                                 | Finlandia                                                                | 8 – 0                                                                    | San Marino                                                               | Qual. Euro 2012                                                          | 3                                                                        |                                                                          |
| 9-2-2011                                                                 | Gand                                                                     | Belgio                                                                   | 1 – 1                                                                    | Finlandia                                                                | Amichevole                                                               | -                                                                        | 65’                                                                      |
| 29-3-2011                                                                | Aveiro                                                                   | Portogallo                                                               | 2 – 0                                                                    | Finlandia                                                                | Amichevole                                                               | -                                                                        | 73’                                                                      |
| 3-6-2011                                                                 | Serravalle                                                               | San Marino                                                               | 0 – 1                                                                    | Finlandia                                                                | Qual. Euro 2008                                                          | 1                                                                        | 90’                                                                      |
| 7-6-2011                                                                 | Solna                                                                    | Svezia                                                                   | 5 – 0                                                                    | Finlandia                                                                | Qual. Euro 2008                                                          | -                                                                        |                                                                          |
| 2-9-2011                                                                 | Helsinki                                                                 | Finlandia                                                                | 4 – 1                                                                    | Moldavia                                                                 | Qual. Euro 2012                                                          | 1                                                                        |                                                                          |
| 6-9-2011                                                                 | Helsinki                                                                 | Finlandia                                                                | 0 – 2                                                                    | Paesi Bassi                                                              | Qual. Euro 2012                                                          | -                                                                        | 86’                                                                      |
| 7-10-2011                                                                | Helsinki                                                                 | Finlandia                                                                | 1 – 2                                                                    | Svezia                                                                   | Qual. Euro 2012                                                          | -                                                                        | 60’                                                                      |
| 11-10-2011                                                               | Budapest                                                                 | Ungheria                                                                 | 0 – 0                                                                    | Finlandia                                                                | Qual. Euro 2012                                                          | -                                                                        | 66’                                                                      |
| 15-11-2011                                                               | Esbjerg                                                                  | Danimarca                                                                | 2 – 1                                                                    | Finlandia                                                                | Amichevole                                                               | -                                                                        | 90’                                                                      |
| 23-1-2013                                                                | Chiang Mai                                                               | Thailandia                                                               | 1 – 3                                                                    | Finlandia                                                                | King's Cup 2013                                                          | 2                                                                        |                                                                          |
| 26-1-2013                                                                | Chiang Mai                                                               | Svezia                                                                   | 3 – 0                                                                    | Finlandia                                                                | King's Cup 2013                                                          | -                                                                        |                                                                          |
| 6-2-2013                                                                 | Netanya                                                                  | Israele                                                                  | 2 – 1                                                                    | Finlandia                                                                | Amichevole                                                               | -                                                                        | 73’                                                                      |
| 26-3-2013                                                                | Lussemburgo                                                              | Lussemburgo                                                              | 0 – 3                                                                    | Finlandia                                                                | Amichevole                                                               | 1                                                                        | 48’                                                                      |
| 7-6-2013                                                                 | Helsinki                                                                 | Finlandia                                                                | 1 – 0                                                                    | Bielorussia                                                              | Qual. Mondiali 2014                                                      | -                                                                        | 77’                                                                      |
| 31-10-2013                                                               | Miami                                                                    | Messico                                                                  | 4 – 2                                                                    | Finlandia                                                                | Amichevole                                                               | -                                                                        | 46’                                                                      |
| 24-1-2014                                                                | Nizwa                                                                    | Oman                                                                     | 0 – 0                                                                    | Finlandia                                                                | Amichevole                                                               | -                                                                        | 86’                                                                      |
| Totale                                                                   |                                                                          | Presenze (8º posto)                                                      | 88                                                                       |                                                                          | Reti (3º posto)                                                          | 29                                                                       |                                                                          |

## Palmarès

### Club

#### Competizioni nazionali
- Veikkausliiga: 2

HJK: 1997, 2013
- Coppa di Finlandia: 1

HJK: 1998
- Coppa di Lega finlandese: 2

HJK: 1997, 1998
- Campionato inglese: 1

Chelsea: 2004-2005